# Балцола
Ба̀лцола (на италиански: Balzola; на пиемонтски: Bàussla, Баусъла) е село и община в Северна Италия, провинция Алесандрия, регион Пиемонт. Разположено е на 119 m надморска височина. Населението на общината е 1375 души (към 2014 г.).